# Tabanus minimus
Tabanus minimus är en tvåvingeart som beskrevs av Wulp 1881. Tabanus minimus ingår i släktet Tabanus och familjen bromsar. Inga underarter finns listade i Catalogue of Life.